# Lainate
Lainate est une ville italienne d'environ 25 100 habitants, située dans la ville métropolitaine de Milan, dans la région de la Lombardie, dans le nord-ouest de l'Italie.

## Géographie
1. Carte dynamique
2. Carte Openstreetmap
3. Carte topographique
4. Carte avec les communes environnantes

## Économie
- Perfetti Van Melle
- Saes Getters
- Usine Alfa Romeo-Arese

## Administration
| Période                                  | Période  | Identité         | Étiquette       | Qualité |
| ---------------------------------------- | -------- | ---------------- | --------------- | ------- |
| 2004                                     | 2009     | Mario Bussini    | Centro-sinistra |         |
| 2009                                     | En cours | Alberto Landonio | (liste civique) |         |
| Les données manquantes sont à compléter. |          |                  |                 |         |

### Frazione
Barbaiana, Grancia, Pagliera

### Communes limitrophes
Caronno Pertusella, Origgio, Garbagnate Milanese, Nerviano, Arese, Rho, Pogliano Milanese

## Jumelages
- Rosice (Tchéquie) depuis 2004
- Strenči (Lettonie) depuis 2004